# 渡辺三左衛門
渡辺 三左衛門（わたなべ さんざえもん、1870年9月25日〈明治3年9月1日〉 - 1933年〈昭和8年〉1月14日）は、日本の政治家、篤農家、資産家、会社役員、地主、新潟県多額納税者。新潟県会議員。新潟県岩船郡関谷村長。渡辺家第10代。族籍は新潟県平民。

## 経歴
新潟県岩船郡下関村（のち関村大字下関、関谷村大字下関、現・関川村大字下関）出身。渡辺三左の長男。6歳の頃に父が亡くなり、同時に家督を相続する。獨逸協会学校卒業。一年志願兵として入営、除隊間際に日清戦役が起こったため出征し、功により大尉に進み正七位勲五等に叙せらる。
農業を営む。米坂線の誘致に尽力する。関谷郷の耕地改良を指導し、1902年に上関で60町歩、1912年に下関で184町歩の耕地整理を平場地方に先駈けて実施、1913年には独力渡辺三新田で52町歩の開田整理を成功、移住数10戸、家屋、肥料を貸与し開発した。
関谷村農会長、新潟県農会副会頭、新潟県農工銀行、豊国銀行、第四銀行、新潟貯蓄銀行、新潟信託各取締役、新潟紡績、村上銀行各監査役をつとめる。

## 人物
貴族院多額納税者議員選挙の互選資格を有した。1921年、同郡物産陳列所建築費として金1万円を寄付したため、紺綬褒章を下賜された。住所は新潟県岩船郡関谷村大字下関。

## 家族・親族
渡辺家
- 父・三左[2][10]
- 姉・トワ（1859年 - ?、新潟、佐藤虎四郎の妻）[12]
- 弟・泰造（1872年 - ?、新潟、佐藤玄信の養嗣子となる[12]、村上水電社長、農業、地主）
- 妻・ツナ（新潟県多額納税者、田巻堅太郎の姉）[10]
- 嗣子・万寿太郎（1903年 - 1966年、農業、関谷村長、関川村長）
- 長女[10]